# Национальный научный фонд
Национа́льный нау́чный фонд (англ. National Science Foundation, NSF) — независимое агентство при правительстве США, отвечающее за развитие науки, техники и технологий.
Фонд осуществляет свою миссию, предоставляя, в основном, временные гранты. Большинство грантов предоставляется индивидуальным исследователям или небольшим группам исследователей. Остальные гранты обеспечивают финансирование исследовательских центров, в том числе идут на поддержание работы большого и дорогостоящего научного оборудования и средств обслуживания в «центрах коллективного пользования», которые необходимы учёным и инженерам, но часто слишком дороги для любой локальной группы или отдельных исследователей.
Национальный научный фонд не управляет никакими лабораториями, но поддерживает национальные исследовательские центры, океанографические суда и антарктические исследовательские станции, совместные исследования университетов и частных компаний, американское участие в международных научных и технических программах, и образование — на любом академическом уровне.

## Бюджет фонда
Основная часть бюджета Национального научного фонда тратится на поддержку исследований (76 %), на втором месте — расходы на образование и возобновление человеческих ресурсов науки (17 %), на третьем — дорогостоящее оборудование (3 % бюджета фонда).
Стратегию фонда определяют 24 члена Национального научного совета, выдающиеся люди, признанные авторитеты на национальном и мировом уровне. А непосредственно работой фонда руководят правление и директор, которых назначает президент США и утверждает в должности Сенат. Конгресс также контролирует работу фонда через так называемый Офис главного инспектора.
Годовой бюджет составляет около 7,2 млрд долларов (на 2014 год), что позволяет фонду спонсировать примерно 24 % всех поддерживаемых на федеральном уровне научных исследований, проводимых американскими колледжами и университетами.

## Направления исследований
В Национальном научном фонде существует семь директоратов по следующим направлениям:
- биология;
- компьютерно-информационные науки;
- инженерное дело;
- науки о Земле;
- физико-математические науки;
- общественные науки;
- образование и трудовые ресурсы.

Является официальным партнёром SciVee (сервис публикации научного и научно-популярного видеоконтента, а также текстовых результатов исследований в дополнение к нему). Фонд также поддерживает несколько других направлений исследований, подчиняющихся непосредственно администрации директора.